# Eastnor
Eastnor /iːstnər/ è un villaggio dell'Herefordshire, in Inghilterra, a 3 km (2 mi) a est di Ledbury e alla stessa distanza dal triplo punto di confine delle contee di Worcestershire e Gloucestershire.
Il Castello di Eastnor costruito dal Conte di Somers (m. nel 1841) si trova all'interno della sua parrocchia di origine medievale da cui prende il nome. L'insediamento è anche l'insediamento principale della sua parrocchia civile.
La chiesa di San Giovanni Battista del XII secolo fu ridisegnata e ricostruita da Sir George Gilbert Scott nel 1852 ed è un monumento storico di prima categoria. Il lago Eastnor occupa un'area simile al centro del villaggio ed è nel punto in cui due torrenti da nord si uniscono per formare il Glynch Brook, uno dei due affluenti della riva sinistra del fiume Leadon.